# Dinyés László
Dinyés László (Székesfehérvár, 1948. április 29. – Budapest, 2015. szeptember 8.) magyar festő, grafikus, szobrász, író.

## Életpályája
Ifjúkorát Kunszentmiklóson töltötte.  1978-ban szerzett diplomát a Magyar Képzőművészeti Főiskolán, ahol tanárai Kokas Ignác és Barcsay Jenő voltak. 
Festőként indult; főleg természeti, történeti és vallásos jellegű festményeket, grafikákat alkotott. Műveit fotorealista hűség, a részletek mikroszkopikus mélységű kidolgozása jellemezte.
Fiatal művészként rendszeresen részt vett a Fiatal Képzőművészek Studiójának kiállításain többnyire berendezett tér és landart  installációival.
A rendszerváltás után hittanári képesítést szerzett. Első egyéni kiállítását 1982-ben rendezte. 1999-ben egy bronz dombormű elkészítése után kezdett szobrászattal foglalkozni. Ezt követően sorra készültek köztéri domborművei Magyarországon és Erdélyben.

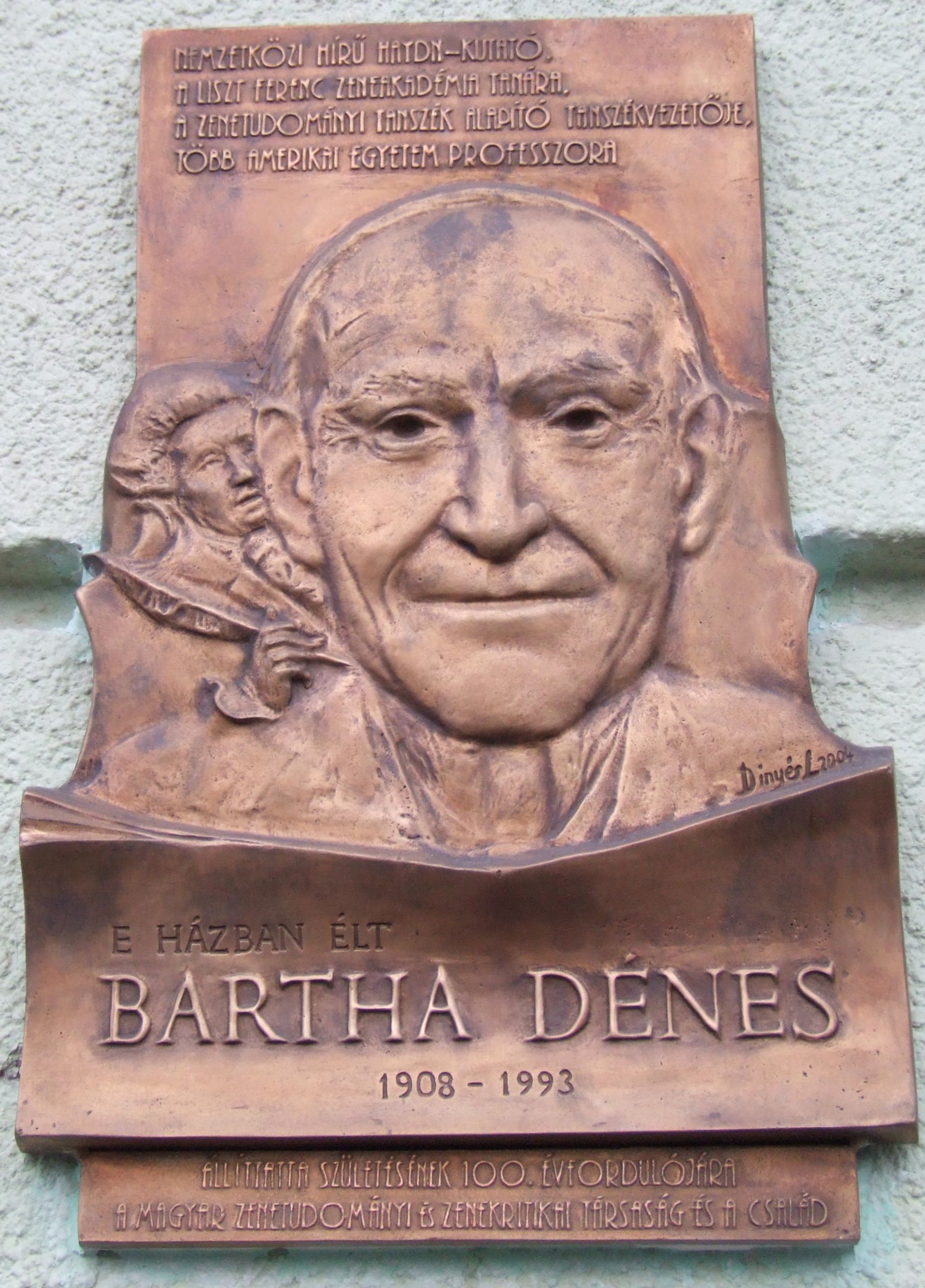
Bartha Dénes domborműves emléktáblája (2008), Budapest I. kerület, Attila út 87.

Későbbi pályáján szobrászként emlékműszobrokat, emléktáblákat alkotott.(pl. Bartha Dénes, Berki Viola emléktáblái). Nagybányán és Aradon is vannak alkotásai. Aradon számos szobra, kisplasztikája, domborműve, plakettje található, többek között az In memoriam 1956 Egyesület számára megalkotta Karácsonyi István minorita atya emléktábláját, amely az aradi belvárosi római katolikus templomban látható, Kovách Géza történész plakettjét (Csiky Gergely Főgimnázium), Lukács István pécskai mártír emléktábláját a szülőházán, Pécskán, a pécskai Szentháromság parkban az 1956-os emlékművet, három aradi vértanú, Ormai Norbert, Lenkey János, Ludwig Hauk emléktábláját, Boros Béla címzetes érsek kisjenői emléktábláját, Kazinczy Lajos vértanú emléktábláját (belvárosi református templom),valamint  emlékplakettet készített az aradi Szabadság-szobor újraállítására. Íróként öt verseskötete és öt történelmi dokumentumkönyve jelent meg.
Közel négy évtizeden át,  és 1969 és 2008 között Budapesten, a Ferencvárosban élt. Ferencvárosban látható köztéri munkái: Bauer Rudolf olimpiai bajnok domborműve, Knézits Károly, Kossuth Lajos és Berki Viola domborműve. 
Számos köztéri munkája van Kunszentmiklóson, a város főterén látható Baksay református püspök, Virág Gedeon szobra és az 1956-os emlékműve. A főteret övező épületeken látható Endrédy István 56-os mártír, Fördös Lajos és Kálvin domborműve. A tasskertesi zarándok ház előtt áll Jobb lator egész alakos mészkő szobra.
Egyik utolsó alkotása a Budapest IX. kerületi Haller utcai Páli Szent Vince-templom szárnyas oltára volt, amelyet Székely János püspök 2015. június 14-én ünnepi szentmise keretében áldott meg.

## Egyéni kiállításai
- 1982 • Stúdió Galéria, Budapest
- 1983 • Ferencvárosi Pincetárlat, Budapest
- 1984 • Székesfehérvár
- 1986 • Kunszentmiklós
- 2016  Emlék kiállítás Budapest Ráday Galéria

## Csoportos kiállítások (válogatás)
1985 • Műcsarnok, Budapest • Bartók '32 Galéria, Budapest
1978 és 1996 között rendszeres résztvevője volt a Képzőművészeti Szövetség és a Stúdió kiállításainak (Budapest, Szeged ,Eger, Bécs, Berlin).

## Könyvek
- Éji bogár. Versek, 2000., Budapest
- Anjou-vakírás puha selymeken. Versek, 2002., Budapest Történeti Múzeum
- Szőllőssy Károly (1842-1895) Aradi iskolaigazgató élete. 2003., Arad
- A falnak. Versek, 2003., Budapest
- Cacus barlangjában. Versek, 2003-2004; s.n., Bp., 2004
- Aradi rabok 1849-1858. dokumentumok, rabportré grafikák, 2004, Arad, Aradi Szabadságszobor Egyesület

- Ismeretlen 1848/49-es dokumentumok; szerk., ill. Dinyés László; Erdélyi Örmény Gyökerek Kulturális Egyesület, Bp., 2004 (Erdélyi örmény múzeum, 8.)
- Virágh Gedeon. 1848/49-es huszártiszt, az utolsó aradi rab élete; Aradi Szabadságszobor Egyesület, Arad, 2005
- Ár – apály. Versek, 2005-2006; szerzői, Bp., 2006
- Virágh Gedeon 1848/49-es huszártiszt élete; Pintér Gyula, Kunszentmiklós, 2009
- Virágh Gedeon nádor – huszártiszt élete; 2. bőv. kiad.; Virágh Gedeon Emlékbizottság, Kunszentmiklós, 2012 (Virágh Gedeon Emlékbizottság dokumentum füzetei sorozat)
- Virágh Gedeon nyughelyének felkutatása; Virágh Gedeon Emlékbizottság, Kunszentmiklós, 2012 (Virágh Gedeon Emlékbizottság dokumentum füzetei sorozat)
- Időölő. Versek, 2007-2013; Dinyés László, Bp., 2013
- Virágh Gedeon kunszentmiklósi születésű 1848/49-es Nádor-huszár főhadnagy, honvéd őrnagy, az utolsó aradi rab élete a dokumentumok tükrében; Dinyés Lászlóné, Bp., 2016

## Díjai, elismerései
- Kunszentmiklós Városért emlékérem (1994).